# Magueycitos
Magueycitos är en ort i Mexiko.   Den ligger i kommunen Pinal de Amoles och delstaten Querétaro Arteaga, i den centrala delen av landet, 190 km norr om huvudstaden Mexico City. Magueycitos ligger 2 314 meter över havet och antalet invånare är 168.
Terrängen runt Magueycitos är bergig åt sydväst, men åt nordost är den kuperad. Runt Magueycitos är det ganska tätbefolkat, med 54 invånare per kvadratkilometer. Närmaste större samhälle är Jalpan, 18,1 km nordost om Magueycitos. I omgivningarna runt Magueycitos växer huvudsakligen savannskog.